# (34938) 9562 P-L
9562 P-L (asteroide 34938) é um asteroide da cintura principal. Possui uma excentricidade de 0.17206330 e uma inclinação de 4.53027º.
Este asteroide foi descoberto no dia 17 de outubro de 1960 por Cornelis Johannes van Houten e Ingrid van Houten-Groeneveld e Tom Gehrels em Palomar.